# Gayle Dull
Gayle Albert Dull (Ohio, 4 de maig de 1883 – Franklin, Pennsilvània, 16 d'octubre de 1918) va ser un atleta estatunidenc que va competir a començaments dels segle xx.
El 1908 va prendre part en els Jocs Olímpics de Londres, on disputà dues proves del programa d'atletisme: les tres milles per equips, en què aconseguí la medalla de plata formant equip amb George Bonhag, John Eisele, Herb Trube i Harvey Cohn i els 3200 metres obstacles, on quedà eliminat en sèries.